# Dan Bricklin
Daniel Singer "Dan" Bricklin (* 16. červenec 1951, Filadelfie) je americký vynálezce a programátor židovského původu.

## Životopis
Bricklin se narodil do židovské rodiny ve Filadelfii, kde chodil do Jack M. Barrack Hebrew Academy. Vystudoval elektrické inženýrství a počítačovou vědu na Massachusetts Institute of Technology (1973) a obchod na Harvardově univerzitě (1979).

## Kariéra
Spolu s Bobem Frankstonem vynalezl roku 1979 první tabulkový procesor nazvaný VisiCalc. To otevřelo možnost využít počítač v obchodu. Program byl vytvořen pro počítač Apple II, později vyšly verze pro počítače Atari, Commodore a IBM. Bricklin s Frankstonem po vynálezu tabulkového procesoru založili firmu Software Arts a začali procesor prodávat, byť se jim nepodařilo ho patentovat, neboť Nejvyšší soud neuznal software za vynález v pravém slova smyslu. To nicméně vedlo k rychlému rozšíření podobných programů, z nichž nejznámější je asi Microsoft Excel. Roku 1985 Bricklin založil další společnost Software Garden, později ještě firmy Slate corporation a Trellix Corporation (dnes ve vlastnictví Web.com). V těchto firmách vyvíjel další software, například program pro psaní rukou na displeji iPadu (Note Taker HD).